# Elephantomyia (Elephantomyia) setulistyla
Elephantomyia (Elephantomyia) setulistyla is een tweevleugelige uit de familie steltmuggen (Limoniidae). De soort komt voor in het Neotropisch gebied.